# Protorrenacimiento en España

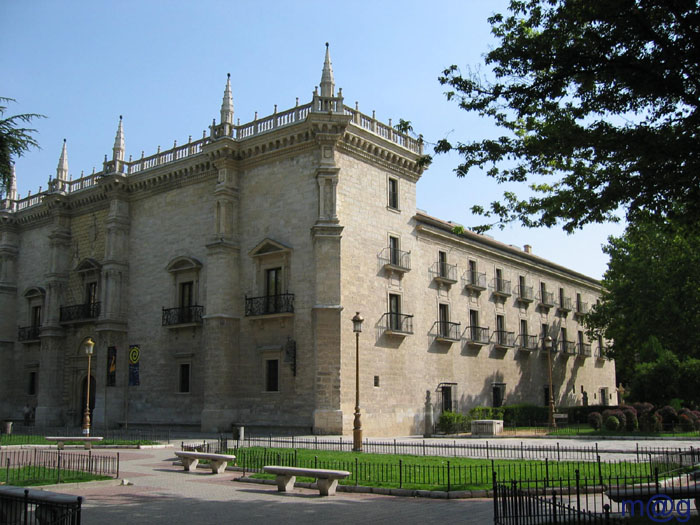
Colegio de Santa Cruz, actual rectorado de la Universidad de Valladolid.

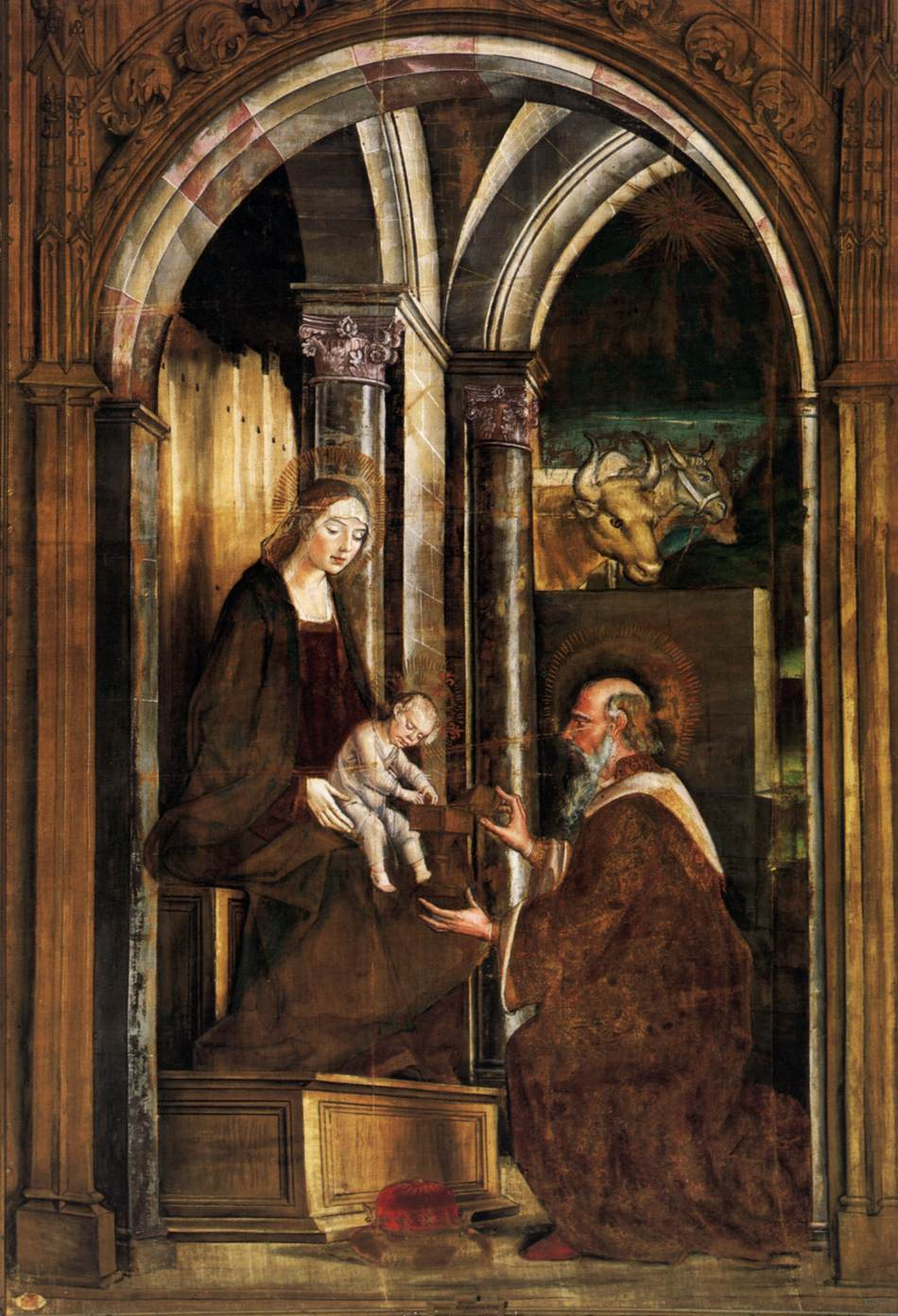
Adoración de los Magos, de Pedro Berruguete.

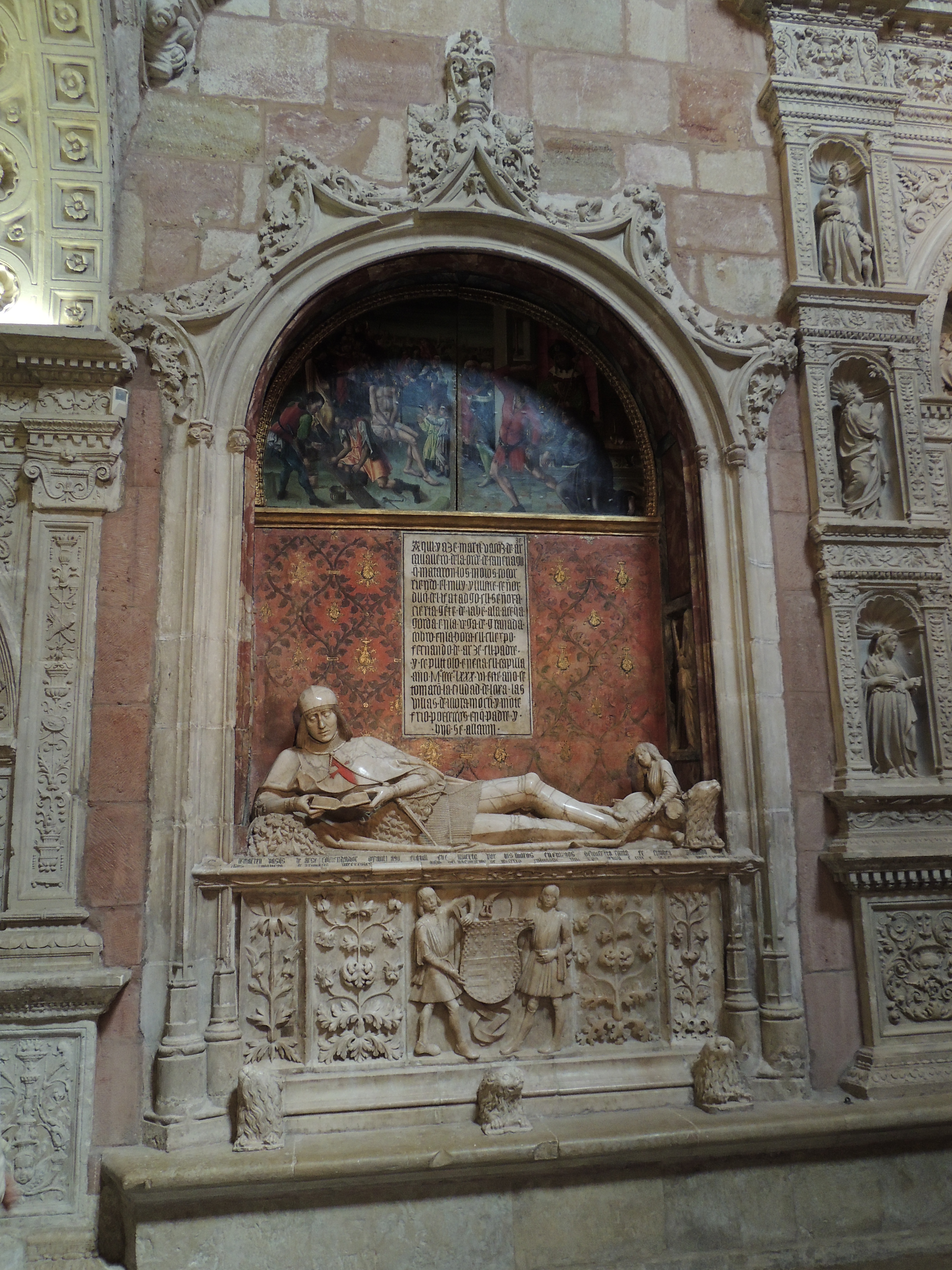
Sepulcro del Doncel en la Catedral de Sigüenza, de autor desconocido, probablemente de Sebastián de Almonacid.

Protorrenacimiento o primer Renacimiento son expresiones propias de la historia de la cultura y la historiografía del arte en España, que hacen referencia al periodo final del siglo XV y el comienzo del siglo XVI. Es muy usual también el término primitivos españoles. Corresponde cronológicamente a los reinados de los Reyes Católicos (1469-1504), de Felipe el Hermoso y Juana la Loca (1505-1506), y a las regencias de Fernando el Católico (1506-1516) y del cardenal Cisneros (1516-1517). El periodo correspondiente al reinado de Carlos I (1517-1556) suele denominarse Alto Renacimiento en España; mientras que el correspondiente al reinado de Felipe II (1556-1598) suele denominarse Bajo Renacimiento en España. Dentro del reinado de Carlos, un periodo se denomina "estilo príncipe Felipe" (correspondiente al tiempo en que su hijo Felipe, nacido en 1527, recibía ese tratamiento).
En el arte español, el protorrenacimiento es la síntesis del flujo de influencias llegadas a España desde los focos artísticos italiano y flamenco; sumadas al sustrato preexistente, que por un lado presenta formas evolucionadas del gótico y por otro mantiene la tradición local del mudéjar. Desde mediados del siglo XVI llega también de Italia la influencia de la última fase del Renacimiento: el Manierismo.
Surgió un estilo esencialmente decorativo denominada plateresco y otra variante arquitectónica que surgió en Italia y que llegaría poco a poco a España denominada manierismo. Se comenzó a ver con la construcción del colegio de Santa Cruz de Valladolid que es gótico y que se transforma en renacentista con la decoración en almohadillado de una parte de la fachada.
La fachada de la Universidad de Salamanca es de arquitectura protorrenacentista con decoración plateresca. Se considera erróneamente el edificio totalmente de estilo plateresco ya que se cree que tanto la planta, el alzado y la decoración pertenecen a este arte. El plateresco se da tan solo en lo decorativo y apenas en el ámbito arquitectónico, ya que era un edificio gótico preexistente donde se decoró con una fachada renacentista. La sala capitular de la catedral de Toledo es de estilo Cisneros, donde convergen elementos árabes y mudéjares con elementos renacentistas.

## Época de Isabel de Castilla

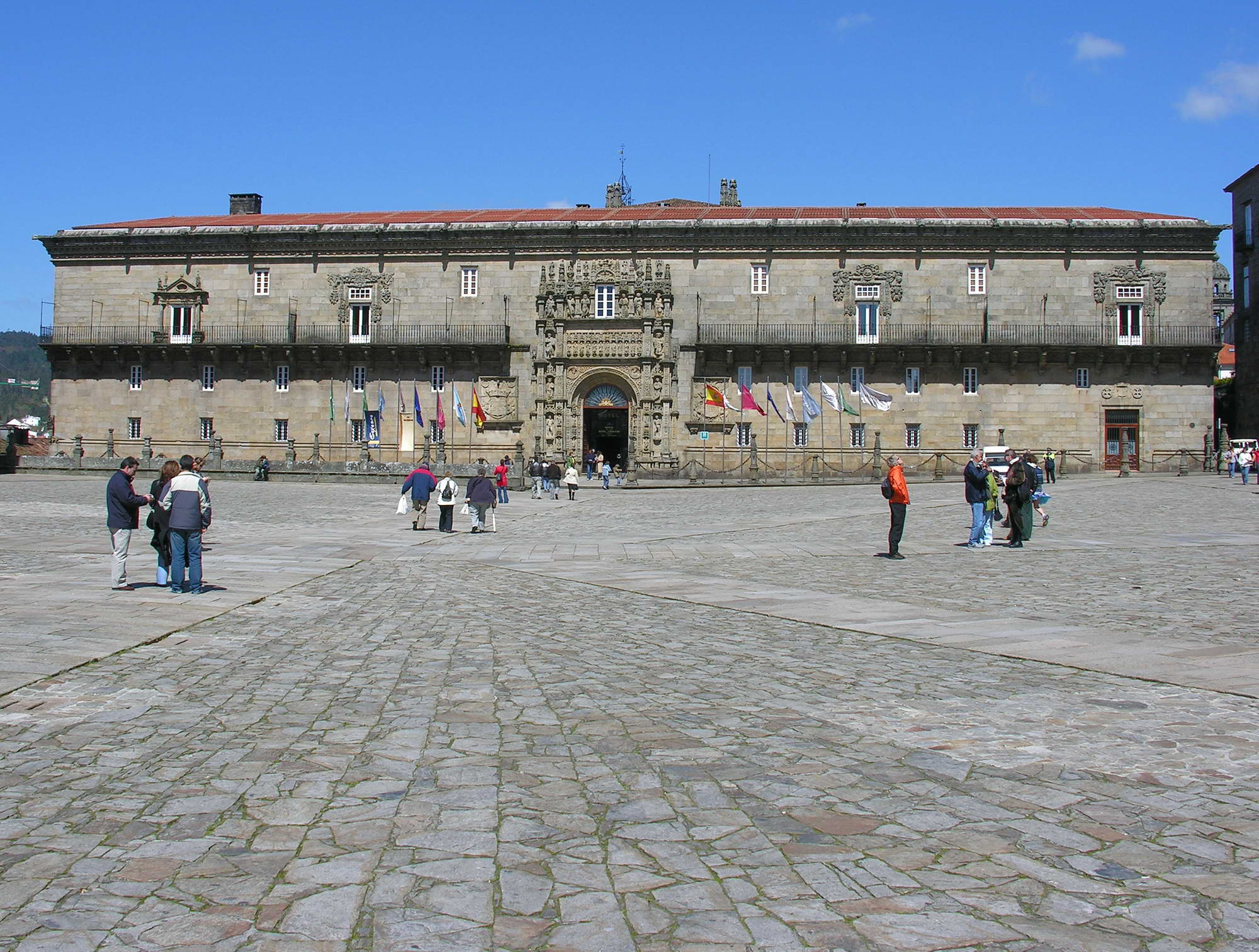
Hospital de Santiago de Compostela.

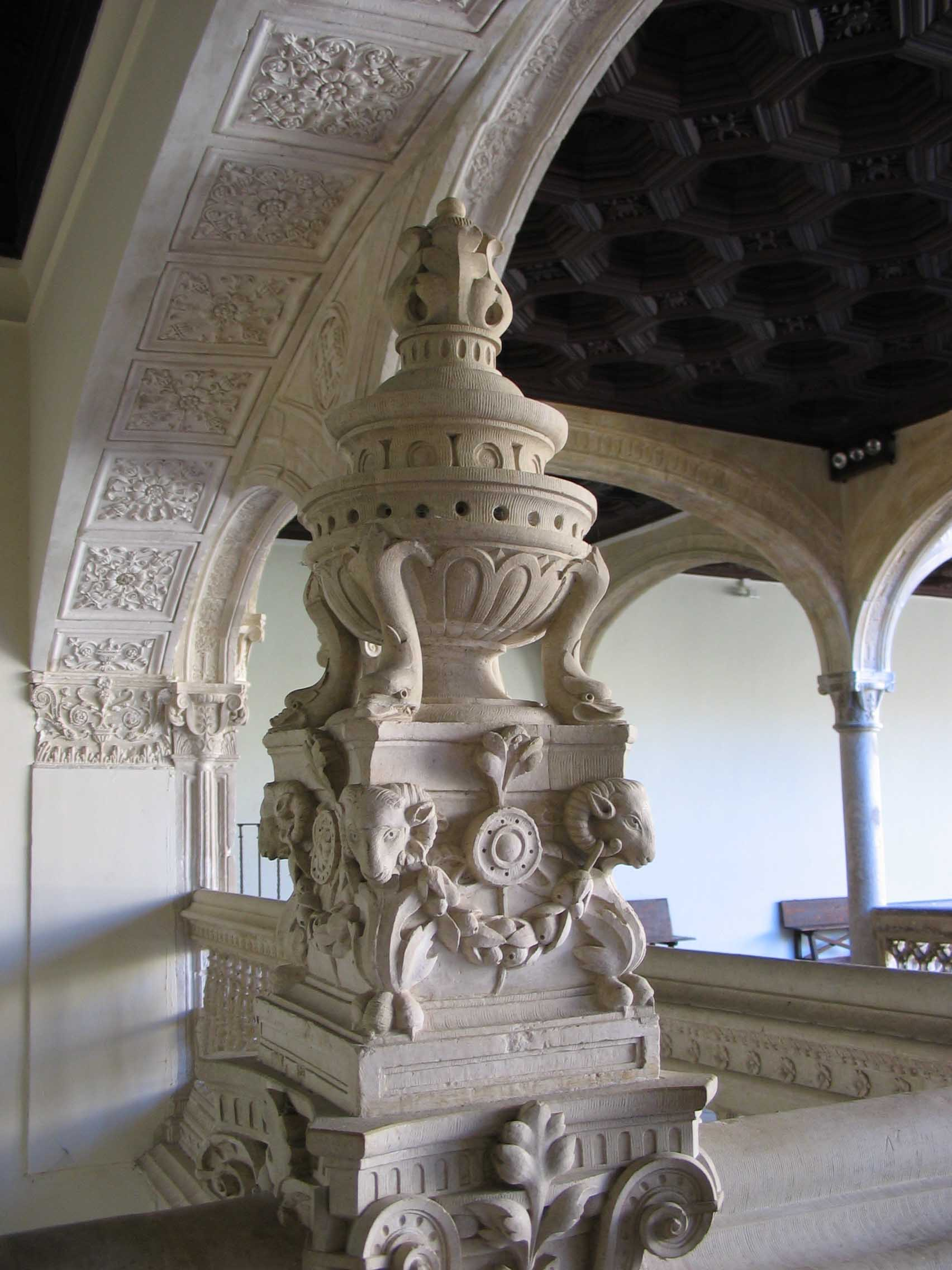
Escalera del Hospital de Santa Cruz de Toledo.

La reina Isabel de Castilla desarrolla unas nuevas políticas urbanísticas y sanitarias. Al mismo tiempo los artistas van adquiriendo importancia firmando las obras que realizan. El artista también empieza a poseer más libertad en sus obras (arte liberal) en vez de hacer trabajos artísticos mecanizados (arte mecánico) aunque en España la figura del artista se encuentra aún muy mermada con respecto a Italia, ya que, en España están sometidos a pagar alcabalas.
Incluso el propio Greco defendía la pintura como un arte liberal y luchó para que así fuese reconocida, esto no se consiguió hasta la época de Diego Velázquez; en pleno barroco. Esto suponía que los artistas del renacimiento estaban gravados por impuestos, lo cual, era un escollo para el desarrollo del arte frente a países como Italia o los Países Bajos.
Los mecenas exaltan su poder político al rodearse de grandes artistas y por las obras que encargadas para grandificar al mecenas.
Con la políticas urbanísticas y sanitarias antes mencionadas se intenta superar la ciudad medieval con la realización de nuevos trazados; prohibición de echar los residuos a la calle; impedir el hacinamiento; conventos, importantes para ayudar a los mendigos, a extramuros para que sean más grandes; hospitales. etc. Todo siguiendo los preceptos italianos.
Se construyen edificios bajo el mandado de la Corona que busca la felicidad de sus súbditos. Los hospitales más destacados son los de Santiago de Compostela y Granada basados en otros construidos en Milán. Otro hospital importante es el Hospital de Santa Cruz de Toledo construido a instancias del Cardenal Pedro de Mendoza.